# Henri-François Gautrin
Henri-François Gautrin, né le 30 juillet 1943 à Béthune, en France, est un scientifique et un homme politique québécois. Député libéral de Verdun à l'Assemblée nationale du Québec à partir de 1989, il est ministre délégué au Gouvernement en ligne du 18 février 2005 au 27 février 2006, ainsi que ministre des Services gouvernementaux du 27 février 2006 au 18 avril 2007 dans le cabinet de Jean Charest. Il se retire de la vie politique lors de l'élection générale québécoise de 2014.

## Biographie
Natif de Béthune en France, il étudie au collège Stanislas, à l'Université de Montréal et à l'Université McGill, où il obtient successivement son baccalauréat français, son baccalauréat en sciences, et sa maîtrise en sciences.
Devenu professeur de mathématiques à l'Université de Montréal en 1969, il obtient son doctorat d'État à l'Université de Dijon pour ensuite compléter des études en économie à l'École des ponts et chaussées de Paris.
Entre 1975 et 1989, il occupe plusieurs postes importants à l'Université de Montréal, étant président du syndicat général des professeurs, jusqu'en 1979, puis membre du conseil d'administration et du comité exécutif de l'université.
Il a déjà été condamné pour alcool au volant après s'être aventuré en sens inverse sur une bretelle d'autoroute.

### Carrière politique
Engagé dans le Nouveau Parti démocratique du Québec pendant les années 1970, il en assume la présidence de 1973 à 1979. En 1972, il est candidat pour le Nouveau Parti démocratique du Canada dans Outremont, où il se classe second avec 16 % des voix. Il tente à nouveau sa chance en 1974, mais cette fois-ci dans Longueuil, où il est à nouveau défait. En 1976, il est le candidat de la coalition NPDQ-RMS dans Mercier, contre le premier ministre Robert Bourassa. C'est finalement le péquiste Gérald Godin qui l'emporte.
Après avoir rejoint les libéraux de Claude Ryan lors du référendum de 1980, il se porte sans succès candidat dans Dorion, l'ancienne circonscription de la ministre péquiste Lise Payette. Il ne se présente pas en 1985, mais est élu dans Verdun en 1989, pour être ensuite réélu en 1994, 1998, 2003, 2007, 2008 et 2012.
Au cours de sa carrière politique, Gautrin a été membre de plusieurs commissions, dont la commission sur l'éducation et la commission sur le budget. Il a entre autres été vice-président de la délégation pour les relations avec la Belgique. Après avoir occupé le poste de ministre délégué au gouvernement en ligne durant un an, il a servi à titre de ministre des Services gouvernementaux entre février 2006 et avril 2007.
En octobre 2010, le premier ministre mandate Henri-François Gautrin d'effectuer des consultations publiques concernant la numérisation des rapports humains et sur l'incidence que cela peut avoir sur la société québécoise, et en particulier pour le gouvernement. En février 2012, Le Devoir obtient une copie du rapport préliminaire de Gautrin indiquant que le gouvernement devrait entamer rapidement un virage numérique. Le rapport complet sera déposé en mai de la même année.

## Distinctions et prix
Il est récipiendaire de l'Ordre de la Pléiade en 2011.

## Publication
- Henri-François Gautrin, Gouverner ensemble : Comment le Web 2.0 améliorera-t-il les services aux citoyens?, Ministère du Conseil exécutif, Gouvernement du Québec, 6 mars 2012, 207 p. (lire en ligne)